# Schors-olievlekje
Schorsolievlekje (Pseudosagedia aenea) is een korstmos uit de familie Porinaceae.

## Determinatie
Schorsolievlekje heeft een glad, zeer dun, korstvormig thallus. De kleur is licht tot donkerbruin en het is voorzien van oranje algen. Kleine peritheciën zijn altijd aanwezig en meten tot 0,3 mm in diameter. De kleur hiervan is zwart. 
Kenmerkend zijn de viercellige sporen in een dunwandige ascus, de spaarzame en niet vertakte parafysen en het aan de onderkant gekleurde excipulum. In KOH blijft het bruin.
Verwarrende soorten:
- groot olievlekje (Porina borreri), maar deze heeft 7- tot 9-cellige sporen;
- steenolievlekje (Porina chlorotica), maar deze leeft op andere substraat, olijfachtig thallus kleur en peritheciën zijn een fractie groter.

## Ecologie
Schorsolievlekje komt voor op harde, gladde schors van vaak beschutte bomen. Meestal op de boomvoet en soms hogerop de stam. Meestal groeit het op (knot)es, beuk en zo nu en dan op esdoorn, hulst, hazelaar, iep, knotwilg of witte abeel. Het ziet er uit als zwarte aanslag op boomvoeten.

## Verspreiding
In Nederland komt schorsolievlekje vrij zeldzaam voor. Het meest in het westen en Zuid-Limburg, minder vaak in het oosten van het land. Het is niet bedreigd en staat niet op de rode lijst.

## Fotogalerij

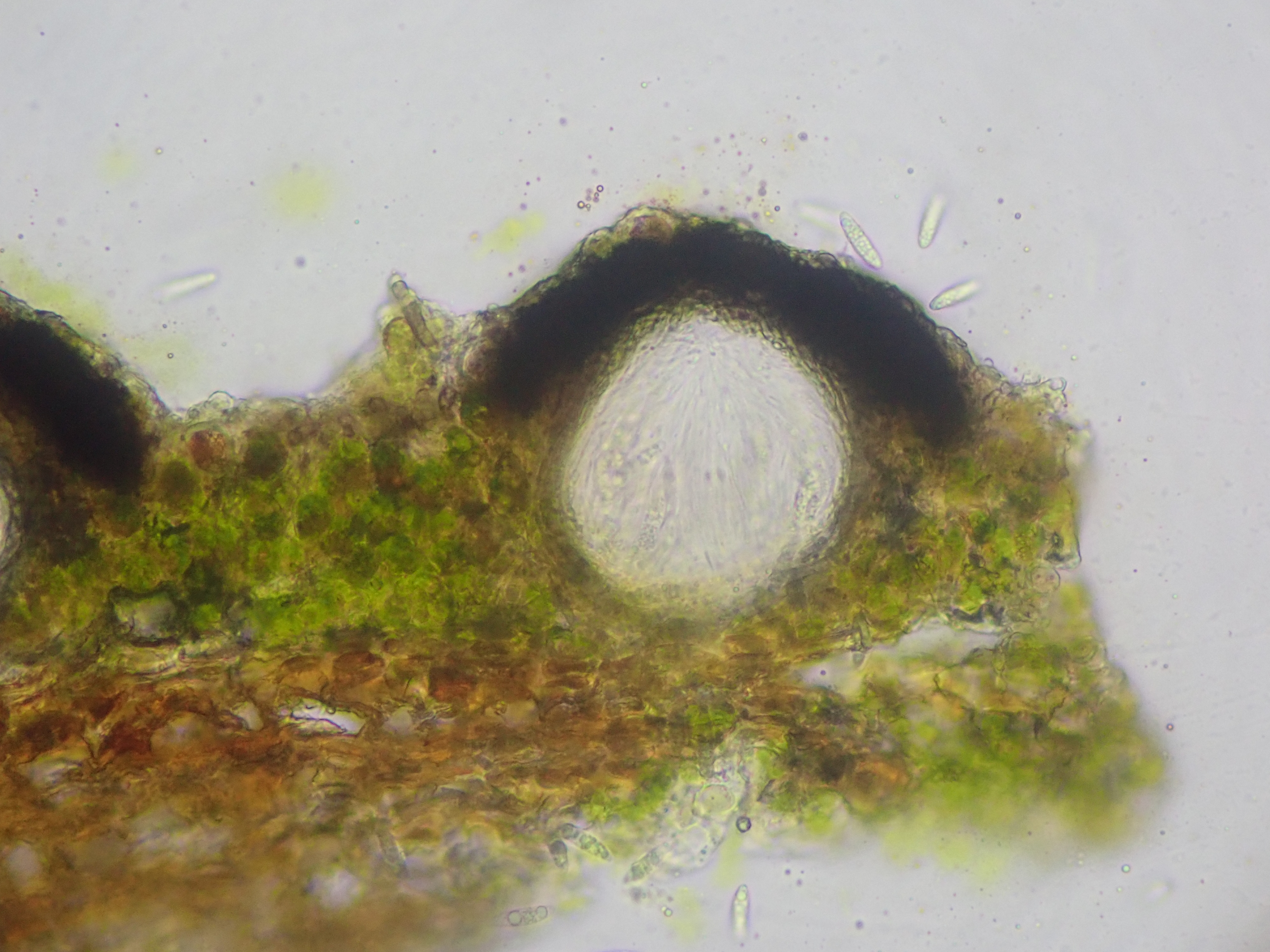
Viercellige sporen in een dunwandige ascus
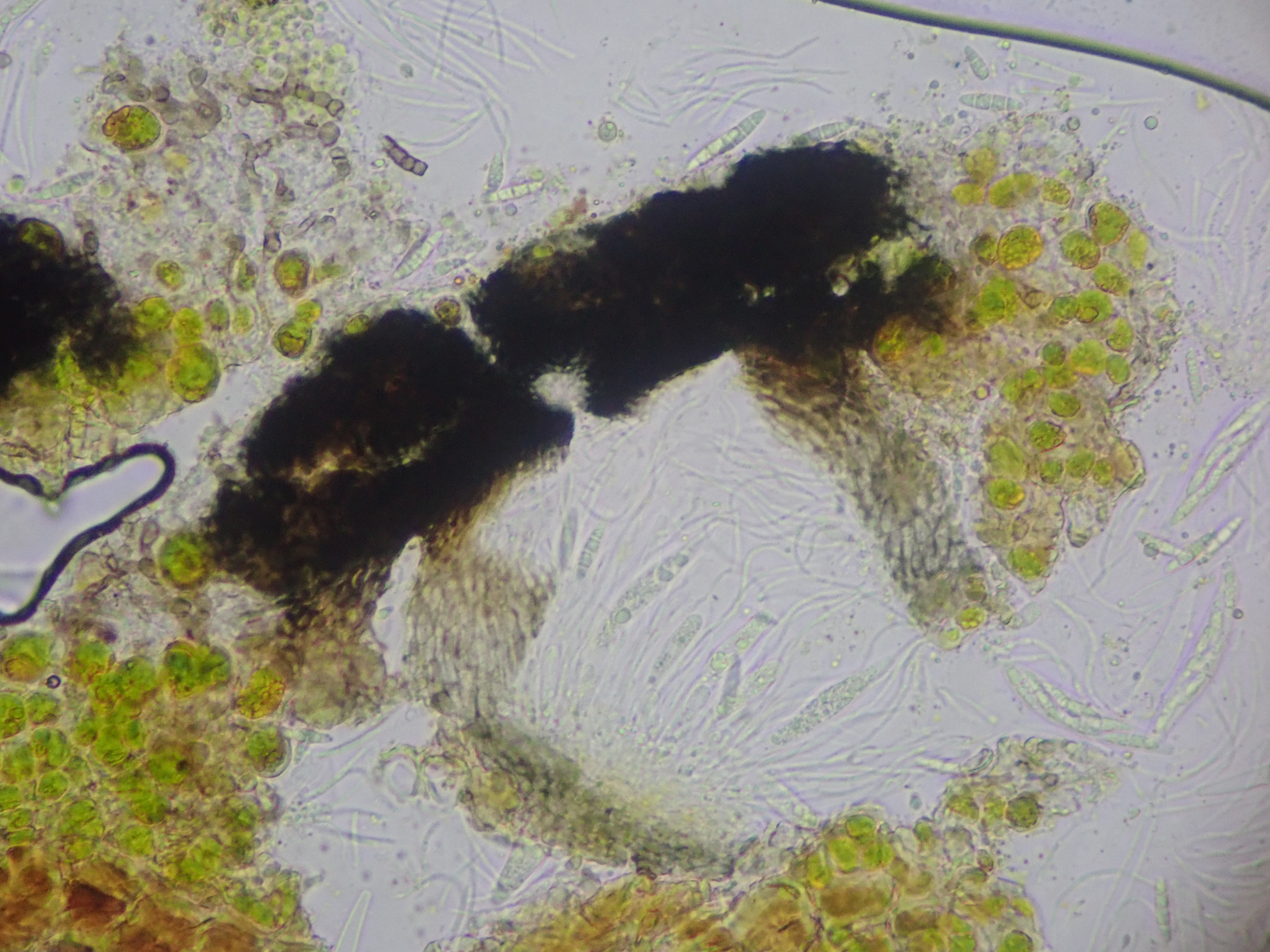
Viercellige sporen in een dunwandige ascus,